# Гримсби Таун
«Гри́мсби Та́ун» (полное название — Футбольный клуб «Гримсби Таун»; англ. Grimsby Town Football Club, английское произношение: [ˈɡrɪmzbɪ ˈtaʊn 'futbɔ:l klʌb]) — английский профессиональный футбольный клуб из города Клиторпс, графство Линкольншир, Йоркшир и Хамбер. Домашний стадион клуба — «Бланделл Парк», вмещающий в настоящее время около 9 тысяч зрителей.
Клуб выступал в высшем дивизионе чемпионата Англии в сезонах 1901/02, 1902/03, 1934/35, 1935/36, 1936/37, 1937/38, 1938/39, 1946/47 и 1947/48.
Лучшим результатом в истории «Гримсби Таун» в лиге стало пятое место в высшем дивизионе чемпионата Англии в сезоне 1934/35. В последующие годы клуб балансировал между вторым и третьим дивизионами. В сезоне 2009/10 «Гримсби Таун» занял 23-е место в Лиге 2 (бывший Четвёртый дивизион) и впервые в своей истории выбыл в Национальную конференцию.
В настоящее время выступает в Лиге 2, четвёртом по значимости дивизионе в системе футбольных лиг Англии.

## Национальная конференция
В сезоне 2012/13 «моряки» имели шанс вернуться в Футбольную лигу, заняв четвёртое место и пробившись в плей-офф Национальной конференции, где встретились с «Ньюпортом», но проиграли обе встречи со счетом 1:0. С аналогичным результатом завершился и сезон 2013/14. Набрав 78 очков и вновь заняв четвёртое место, футболисты из Клиторпса получили право сыграть в плей-офф, где уступили «Гейтсхеду» с общим счётом 4:2.

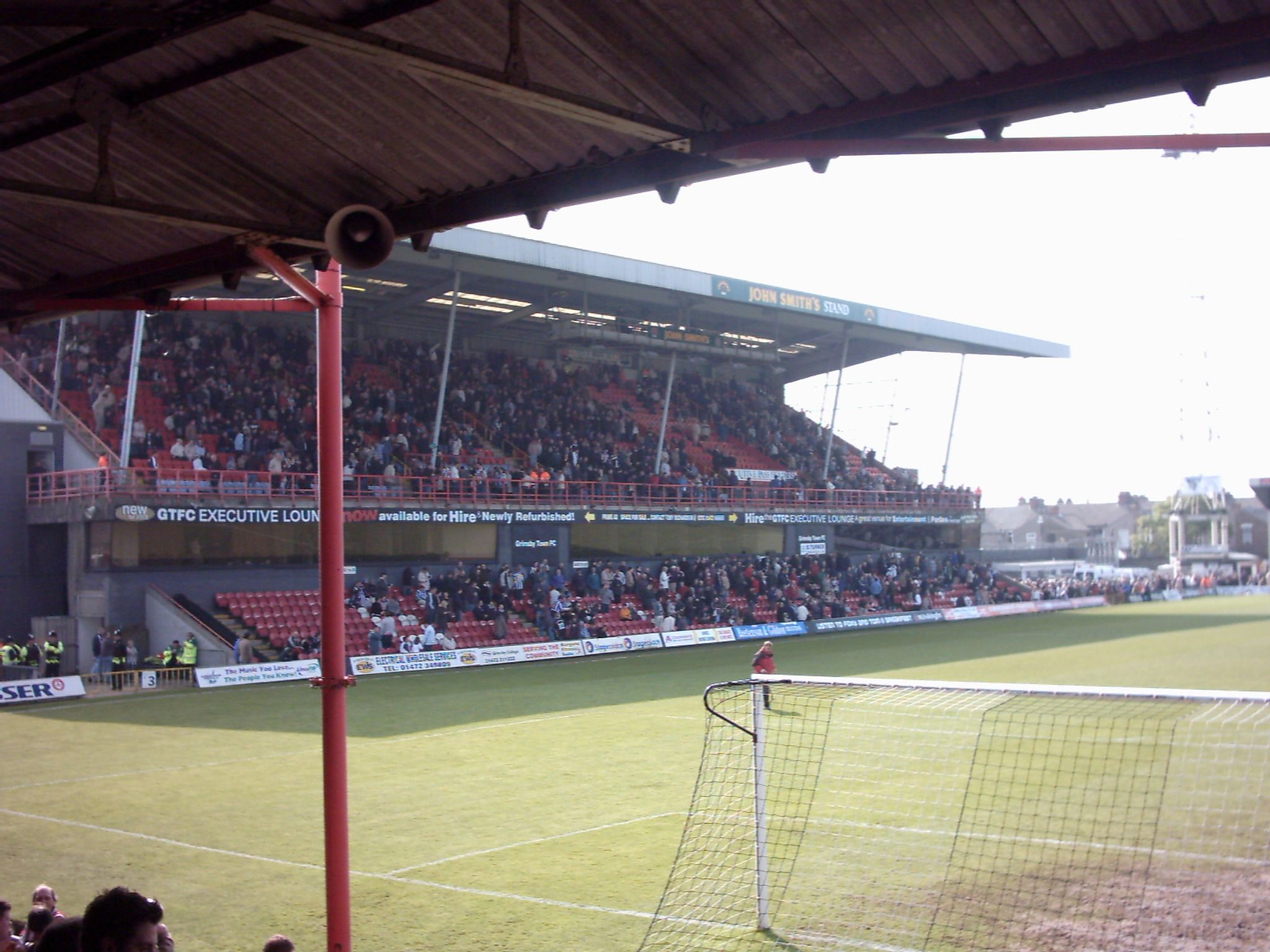
Стадион «Бланделл Парк»

Драма, связанная с возвращением «Гримсби» в четвёртый по значимости дивизион продолжилась и в сезоне 2014/15, где «моряки» вновь заняли 4-е место, уже третий год подряд. Получив право играть в плей-офф, чёрно-белые обыграли в двух встречах соседей по таблице клуб «Истли» и вышли в финал против «Бристоль Роверс». Основное время матча закончилось вничью 1:1. В серии послематчевых пенальти «моряки» уступили со счетом 5:3 и вновь остались за бортом Лиги 2.

## Конкуренты
«Гримсби Таун» традиционно соперничает с клубами «Халл Сити» и «Сканторп Юнайтед». Другими соперниками являются: «Линкольн Сити», «Брэдфорд Сити» и «Шеффилд Уэнсдей».

## Возвращение в Лигу 2
По итогам сезона 2015/16 клуб занял четвёртое место. Вновь получив шанс в стадии плей-офф, футболисты из Клиторпса сперва расправились с «Брейнтри», а в финале их ждала встреча с «Форест Грин Роверс». За три минуты до конца основного времени первого тайма после удачного рикошета счёт матча открыл Омар Богл, он же, меньше чем через минуту, удвоил счет: голкипер «Роверс» после дальнего удара из-за пределов штрафной неудачно отбил мяч перед собой, где его подкараулил все тот же Богл, забив гол в падении. Уже в компенсированное время точку в матче поставил полузащитник «моряков» Нейтан Арнольд. Со счетом 3:1 «Гримсби Таун» одержал победу и вышел в Лигу 2.